# Esperantotunnel
De Esperantotunnel is een fiets- en voetgangerstunnel onder het spoor tussen Station Groningen en Station Groningen Europapark.  
De bouw van de tunnel is onderdeel van het bouwproject Aanpak Ring Zuid. Het grootste deel van de tunnel is in augustus 2017 al aangelegd, maar het zal nog tot 2025 duren voordat de tunnel toegankelijk wordt. Dit komt omdat er eerst werkzaamheden in de omgeving van de tunnel afgrond moeten worden, zoals de sloop van het zuidelijke deel van de verhoogde Ringweg van Groningen. Funderingen van de ringweg blokkeren op dit moment (februari 2022) de toegang tot de tunnel.